# バイカウントメルビル海峡
座標: 北緯74度0分 西経108度0分 / 北緯74.000度 西経108.000度

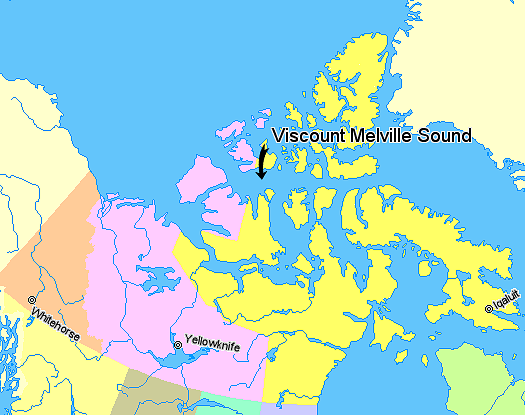
バイカウントメルビル海峡の位置

バイカウントメルビル海峡（バイカウントメルビルかいきょう、英: Viscount Melville Sound）は、カナダのヌナブト準州にあるビクトリア島及びプリンスオブウェールズ島をクイーンエリザベス諸島の島と隔てている海峡で、パリー海峡の一部。過去、単にメルヴィル海峡と呼ばれていた。
東に進むとランカスター海峡を経てバフィン湾へ至る。西はマクルアー海峡を経由して北極海につながる。南はプリンスオブウェールズ海峡を経てアムンゼン湾に至る。このため、北西航路の一部となっている
。長さは400キロメートル、幅は160キロメートル。
1820年、ウィリアム・パリーによって発見された。名称は、当時の海軍大臣であった第2代メルヴィル子爵ロバート・ダンダスに由来する。バイカウント（Viscount）は子爵の意。